# Vilar Formoso
 (novembre 2009).
Si vous disposez d'ouvrages ou d'articles de référence ou si vous connaissez des sites web de qualité traitant du thème abordé ici, merci de compléter l'article en donnant les références utiles à sa vérifiabilité et en les liant à la section « Notes et références ».
Vilar Formoso est un bourg (vila) portugais de la commune d'Almeida. En 2021, il comptait 1 791 habitants (2 219 en 2011), pour une superficie de 15,14 km², soit une densité d'environ 118 habitants par km². Le village se trouve à la frontière hispano-portugaise, Fuentes de Oñoro étant la ville espagnole la plus proche.

## Histoire

### « Grande terre »
En 1758, le curé de l'époque considérait que Vilar Formoso avait dû être une « grande terre », à en juger par certaines ruines. 
Aujourd'hui Vilar Formoso est un village composé de deux centres séparés par le ruisseau Tourões. Le noyau le plus récent, au sud, s'est développé au XIXe siècle avec la construction, en 1892, du chemin de fer reliant Figueira da Foz à la frontière espagnole. 

### Le chemin de fer
En 1886, la zone aujourd'hui connue sous le nom de Poste n'existait pas encore, cependant l'abbé de Miragaia devina son aspect futur :

« Ce village qui comprend seulement le village de Vilar Formoso  tend maintenant à se développer depuis le retour de son poste de douane, qui est élégant et spacieux, avec toutes les dépendances propres à sa délégation, un bon restaurant (...) et près du poste se trouve aussi une auberge, ce qui représente une population importante ». Cet auteur dit précisément de Vilar Formoso : « Prospère visiblement depuis qu'a commencé la construction de la ligne de chemin de fer à Beira Alta  (...) et doit prospérer plus encore depuis que s'est ouvert à la circulation le 23 mai (1886) le prolongement de la dite ligne jusqu'à Salamanque, rejoignant les lignes de Salamanque à Madrid et Paris. (...) Vilar Formoso est donc dans d'excellentes conditions de prospérité. »

### Les batailles
En 1811 s'est déroulée la célèbre bataille de Fuentes de Oñoro, où virent s’opposer Massena et l'armée anglo-lusitanienne. Cette dernière, appelée aussi bataille de Vilar Formoso, et non de Fuentes de Oñoro, causa de nombreux préjudices au village.

### Municipalités limitrophes

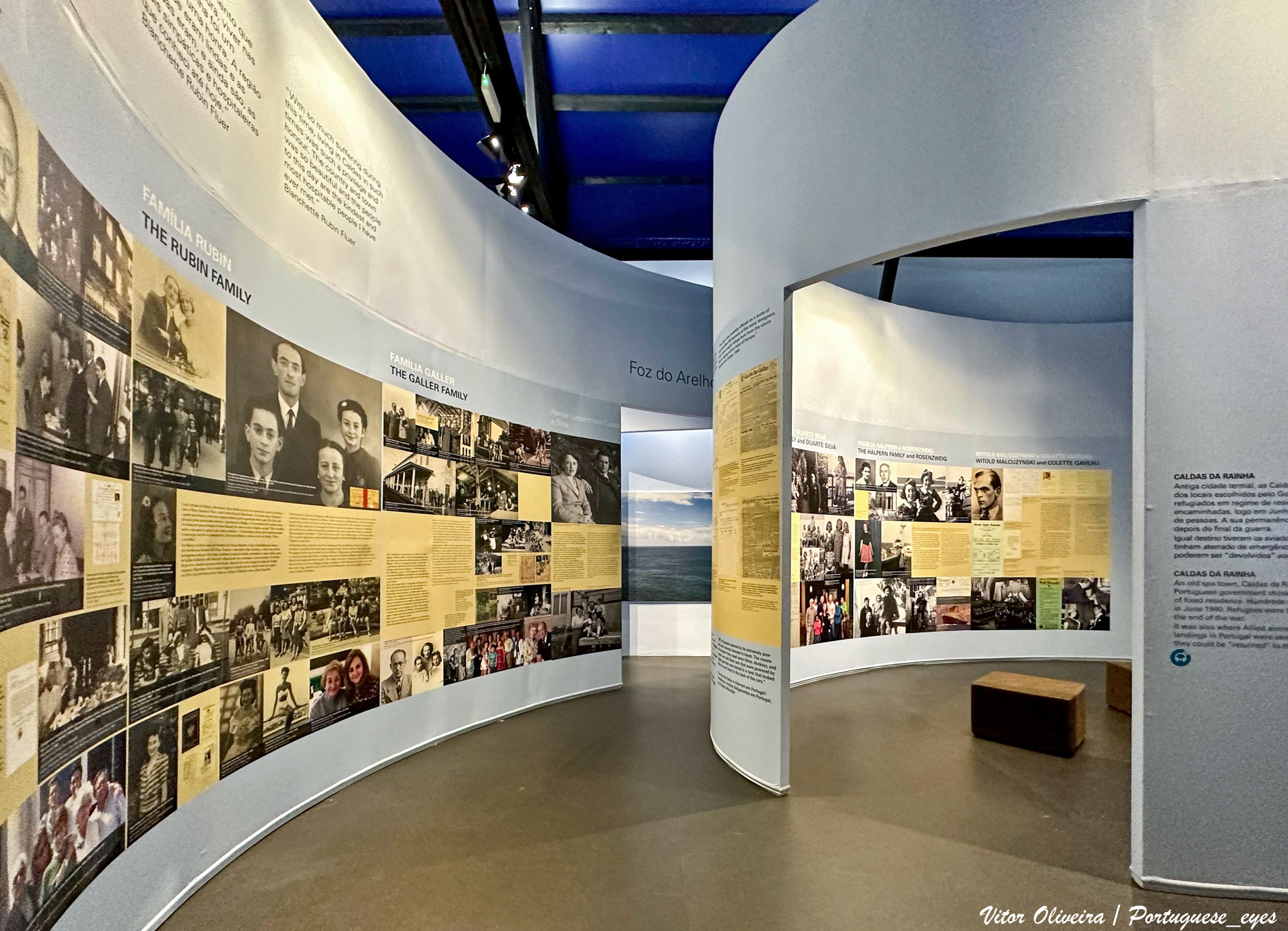
Le musée Vilar Formoso - Frontière de la Paix.

## Géographie

### La paroisse et l'église
L'organisation paroissiale de Vilar Formoso est certainement antérieure au XIIIe siècle, puisque son église est déjà mentionnée et taxée (15 livres) dans un registre de 1320. L'église paroissiale et la chapelle Notre-Dame-de-la-Paix (Senhora da Paz) sont l'œuvre des Templiers, que le roi Denis Ier a remplacés par l'ordre du Christ. C'était une abbaye territoriale, et l'abbé disposait d'un revenu d'environ 600 000 réis. Il recevait le tiers de la dîme, mais contrairement à la plupart des églises de l'évêché, il ne donnait ni cire, ni encensoirs, ni linceuls, ni procurations.
L'église paroissiale présente un chœur couvert d'un plafond mudéjar bien conservé, polychrome et élégamment décoré. Les autels sont baroques. À noter également les chapelles de la paroisse et les vieilles maisons à porches d'Aldeia Velha.

## Activités et loisirs
Inauguré le 26 août 2017 par le président du Portugal Marcelo Rebelo de Sousa, la ville accueille depuis cette date le musée Vilar Formoso - Frontière de la Paix. Ce musée revient sur les réfugiés qui ont traversé le Portugal durant la Seconde guerre mondiale. Situé à côté de la gare, il compte 6 expositions différentes et met en scène la ville de Vilar Farmoso qui a su aider ces réfugiés en leur offrant une grande hospitalité.